# Heptonstall
 (août 2024).
La mise en forme du texte ne suit pas les recommandations de Wikipédia : il faut le « wikifier ».
Les points d'amélioration suivants sont les cas les plus fréquents. Le détail des points à revoir est peut-être précisé sur la page de discussion.
- Les titres sont pré-formatés par le logiciel. Ils ne sont ni en capitales, ni en gras.
- Le texte ne doit pas être écrit en capitales (les noms de famille non plus), ni en gras, ni en italique, ni en « petit »…
- Le gras n'est utilisé que pour surligner le titre de l'article dans l'introduction, une seule fois.
- L'italique est rarement utilisé : mots en langue étrangère, titres d'œuvres, noms de bateaux, etc.
- Les citations ne sont pas en italique mais en corps de texte normal. Elles sont entourées par des guillemets français : « et ».
- Les listes à puces sont à éviter, des paragraphes rédigés étant largement préférés. Les tableaux sont à réserver à la présentation de données structurées (résultats, etc.).
- Les appels de note de bas de page (petits chiffres en exposant, introduits par l'outil «  Source ») sont à placer entre la fin de phrase et le point final[comme ça].
- Les liens internes (vers d'autres articles de Wikipédia) sont à choisir avec parcimonie. Créez des liens vers des articles approfondissant le sujet. Les termes génériques sans rapport avec le sujet sont à éviter, ainsi que les répétitions de liens vers un même terme.
- Les liens externes sont à placer uniquement dans une section « Liens externes », à la fin de l'article. Ces liens sont à choisir avec parcimonie suivant les règles définies. Si un lien sert de source à l'article, son insertion dans le texte est à faire par les notes de bas de page.
- La présentation des références doit suivre les conventions bibliographiques. Il est recommandé d'utiliser les modèles {{Ouvrage}}, {{Chapitre}}, {{Article}}, {{Lien web}} et/ou {{Bibliographie}}. Le mode d'édition visuel peut mettre en forme automatiquement les références.
- Insérer une infobox (cadre d'informations à droite) n'est pas obligatoire pour parachever la mise en page.

Pour une aide détaillée, merci de consulter Aide:Wikification.
Si vous pensez que ces points ont été résolus, vous pouvez retirer ce bandeau et améliorer la mise en forme d'un autre article.
Heptonstall est un petit village et une paroisse civile située dans le district de Calderdale du West Yorkshire, en Angleterre, historiquement faisant partie du West Riding of Yorkshire. La population d’Heptonstall, y compris les hameaux de Colden et Slack Top, est de 1 448, passant à 1 470 lors du recensement de 2011. La ville de Hebden Bridge se trouve directement au sud-est. Bien qu’Heptonstall fasse partie de Hebden Bridge en tant que ville postale, elle ne se trouve pas dans les limites de la ville de Hebden Royd.
Le village est sur l’itinéraire du Calderdale Way, une promenade circulaire de 50 miles (80 km) autour des collines et des vallées de Calderdale.

## Histoire

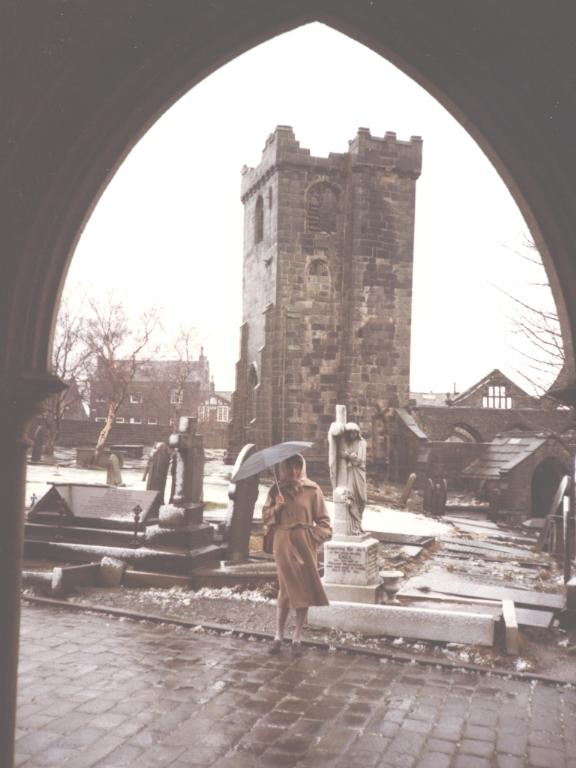
Ancienne église de Heptonstall vue depuis le porche de la nouvelle église

Le nom de lieu ‘Heptonstall’ est enregistré pour la première fois sous le nom de ‘‘Heptonstall’’ dans les rouleaux de la cour de Wakefield de 1274, et en 1316 dans les ‘‘Aides féodales’’. Le nom signifie “l’étable ou l’écurie à Hebden”. Le nom ‘Hebden’ signifie “vallée ou défilé de cynorrhodon”.
Heptonstall faisait initialement partie du manoir de Halifax-cum-Heptonstall, lui-même subinfeudé au manoir de Wakefield, et n’apparaît donc pas explicitement dans les premiers registres fiscaux, tels que ceux de la Taxe de capitation de 1379. En 1626, le manoir a été détaché et vendu et a disparu à la fin du 19ème siècle.
Heptonstall a été le site d’une bataille pendant la première partie de la Guerre civile anglaise en 1643.
Historiquement un centre de tissage à la main, les cottages et les maisons en terrasse de Heptonstall se caractérisent par de grandes fenêtres au premier étage pour maximiser la lumière pour le tissage.
L’ancien cimetière revendique “King” David Hartley parmi les tombes notables là-bas. Hartley était le fondateur des Cragg Coiners et a vécu comme un voyou dans la région de Calderdale jusqu’à ce qu’il soit pendu à Knavesmire (Tyburn) près de York en 1770.
La pierre de fondation de sa chapelle méthodiste octogonale, la plus ancienne encore en usage continu, a été posée à la suite de la visite de John Wesley en 1764,.
Au milieu des années 1980, le pavage d’une route à travers Heptonstall a été enlevé, révélant les pavés d’origine. Bien qu’il y ait eu un plan pour enlever les pavés, les protestations locales ont convaincu le conseil de les restaurer. En même temps, les lampadaires en béton existants ont été remplacés par des lampadaires à gaz en fonte de la fin du 19ème siècle. Les deux développements ont agi comme une mesure d’apaisement de la circulation.

## Communauté
Un petit musée d’histoire locale est basé dans ce qui était autrefois le collège du village.
Un parc local est utilisé pour le sport et comprend une aire de jeux pour enfants. Adjacent à Heptonstall se trouvent les bois de Hardcastle Crags, appartenant au National Trust, avec des sentiers de promenade et un moulin du 19ème siècle restauré. À un demi-mile du village se trouve Lumb Bank, le deuxième des centres résidentiels pour écrivains de la Arvon Foundation.
Chaque année, le Vendredi saint, des représentations de la version Heptonstall du traditionnel Pace Egg play sont organisées. Elles ont lieu sur la place des tisserands, à côté du vieux cimetière.[réf. nécessaire] Le festival de Heptonstall, un festival de musique gratuit qui dure toute la journée, a généralement lieu au début du mois de juillet, également sur la place des tisserands. Il commence généralement par une course en montagne.
Le village est une destination d’excursion d’une journée pour les touristes et les randonneurs, surtout pendant les mois d’été. Les deux pubs sont le Cross et le White Lion. Il y a un petit bureau de poste - le bureau de poste original, sur Smithwell Lane, est maintenant une propriété résidentielle. Un café/delicatessen est situé à Towngate.[réf. nécessaire]
La plus ancienne maison du village est Stag Cottage (c.1580), qui se trouve dans une petite cour appelée Stag Fold. À l’arrière du cottage, au niveau d’un parking public, se trouve une porte menant à un cachot, autrefois utilisé comme verrouillage.[réf. nécessaire] À proximité se trouve un pinfold, construit pour contenir du bétail, mais qui est maintenant une aire de pique-nique.[réf. nécessaire]

### Église paroissiale
L’église originale de Heptonstall était dédiée à St Thomas Becket. Elle a été fondée vers 1260, et a été modifiée et agrandie au fil des siècles. L’église a été endommagée par une tempête en 1847, et n’est maintenant qu’une coquille. Une nouvelle église, St Thomas the Apostle, a été construite dans le même cimetière. Celle-ci a subi un coup de foudre en 1875.
L’église est utilisée pour le festival annuel de musique printanière de Pennine, qui a lieu chaque semaine de congé de printemps. Cela comprend des ateliers, des masterclasses et des performances. Les ruines de l’ancienne église sont parfois utilisées pour des services en plein air.
La tour de la nouvelle église contient huit cloches, coulées en 1912 par John Taylor & Co. Celles-ci ont été enlevées pour être rénovées dans une fonderie de cloches le 31 août 2012 et ont été retournées, avec de nouveaux roulements, en octobre 2012.
La poétesse américaine Sylvia Plath, qui était mariée au Poète Lauréat Ted Hughes de Mytholmroyd à proximité, est enterrée dans l’extension du cimetière, au sud-ouest du cimetière de St Thomas Becket,. La pierre tombale de Plath a été plusieurs fois vandalisée en enlevant le nom de famille de Hughes du mémorial.
Un autre poète enterré ici est l’expatriate américain Asa Benveniste, cofondateur à Londres de l’éditeur Trigram Press,. Dans les années 1980, Benveniste et sa partenaire Agnetha Falk tenaient une librairie d’occasion à Hebden Bridge. Sa pierre tombale porte l’inscription : “Assez fou pour avoir été un poète”.

### Chapelle méthodiste

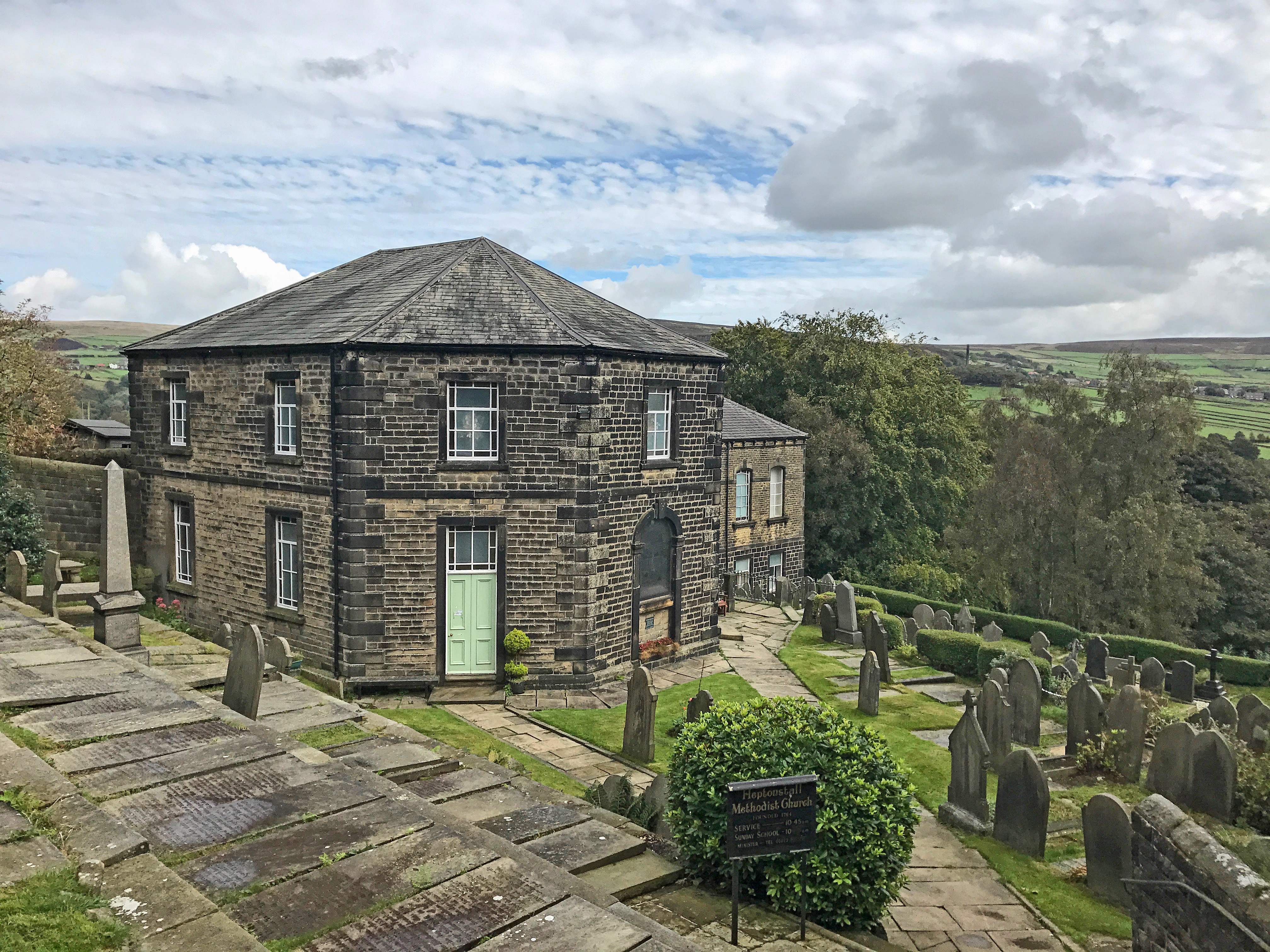
La chapelle méthodiste et le cimetière

John Wesley a posé la première pierre de la chapelle octogonale située hors de Northgate, qui a été achevée en 1764 - il a recommandé cette forme pour éviter les conflits avec l’église établie. Les habitants locaux fréquentaient l’église paroissiale et les prédications  méthodistes. La chapelle a également fourni un enseignement en lecture et en écriture pour les pauvres. La chapelle a été initialement construite comme un octogone symétrique mais en 1802, avec la Société comprenant 337 membres et 1 002 élèves, une extrémité de la chapelle a été démolie et les murs latéraux ont été étendus pour fournir un espace supplémentaire.

## Médias
La chapelle méthodiste de Heptonstall a été présentée dans la série ‘‘Churches: How to Read Them’’ de BBC Four en 2010, dans laquelle Richard Taylor l’a nommée comme l’une de ses dix églises préférées, disant : “Si les bâtiments ont une aura, celui-ci rayonnait d’amitié.”
La ruine de l’église St Thomas a Becket a été utilisée comme lieu de tournage dans la série dramatique de BBC Television de 1993 Mr. Wroe’s Virgins réalisée par Danny Boyle.
Le village a été le principal lieu de tournage de la situation comedy ‘’The Gemma Factor‘’ de BBC Three, avec le salon de thé local utilisé pour une grande partie de l’émission.[réf. nécessaire] Elle a été diffusée au printemps 2010.
Heptonstall a été un lieu majeur dans ‘’The Rochdale Pioneers‘’, un film produit par la Cooperative British Youth Film Academy, racontant l’histoire de la naissance du  mouvement coopératif, et diffusé en novembre 2012.
Heptonstall est également présenté dans le court métrage de 2010 ‘‘Trailing Dirt’’, réalisé par Richard Cousins et écrit par Alison Flack.
Le drame de la BBC de 2014 ‘’Happy Valley‘’ a été en partie tourné à Heptonstall, et a présenté la tombe de Sylvia Plath.

## Voir aussi

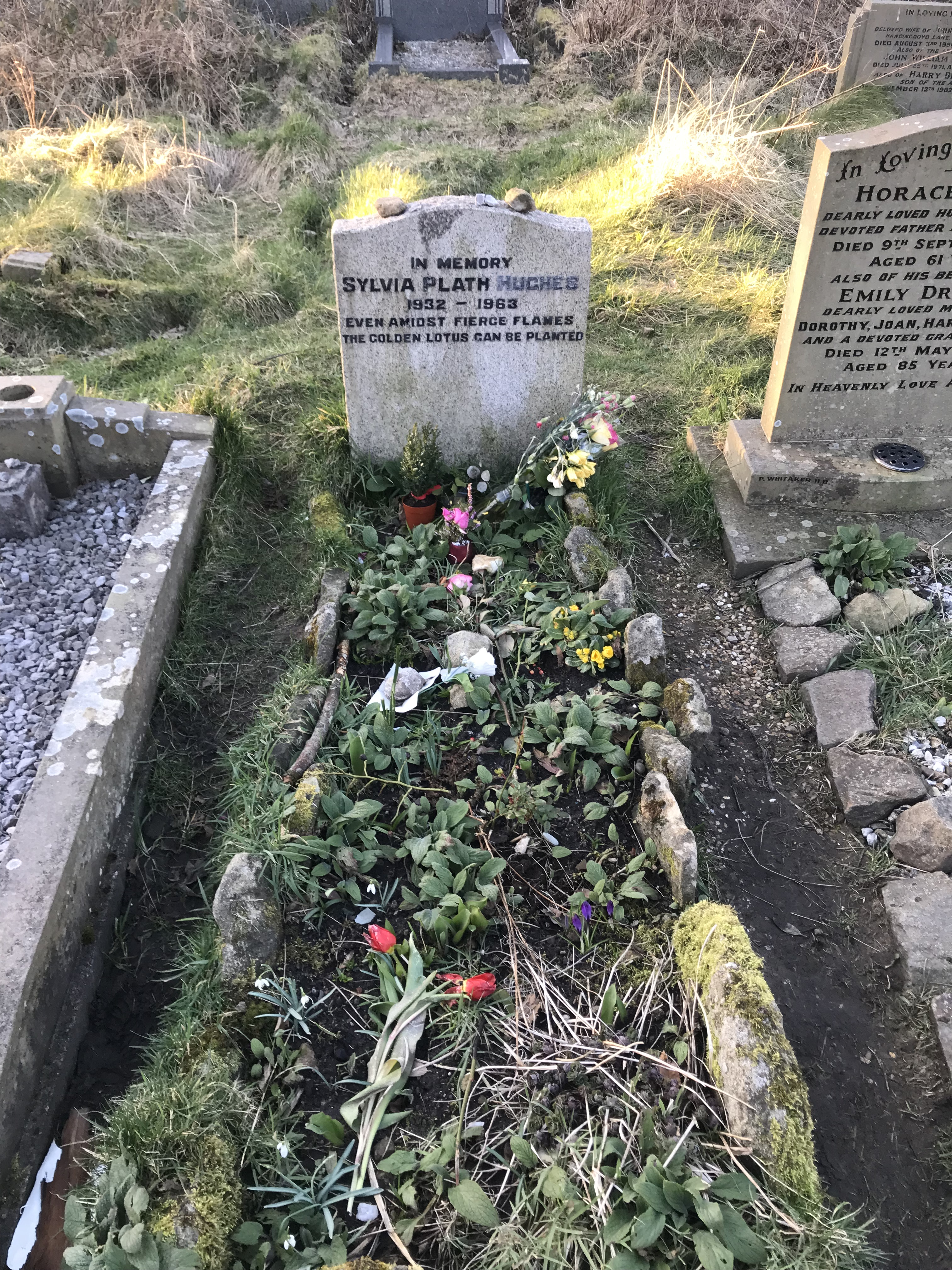
Tombe de Sylvia Plath, Heptonstall